# 熊卓
熊卓（1977年2月—），男，汉族，湖南益阳人，中华人民共和国政治人物。清华大学金属塑性加工专业研究生毕业，工学博士学历。

## 生平
1995年6月加入中国共产党。2001年3月参加工作，曾任清华大学机械工程系党委副书记、校团委副书记、校学生部（处）副部（处）长、校团委书记、校党委委员，中共广西壮族自治区党委办公厅副主任（挂职），北京市西城区金融街街道工委副书记、办事处主任、工委书记。2012年4月，任共青团北京市委副书记。2016年3月，主持北京团市委工作。2017年5月至2020年5月，任共青团北京市委书记。